# Maladies du tournesol
Maladies du tournesol  (Helianthus annuus L.) et du topinambour (Helianthus tuberosus).

## Maladies bactériennes (bactérioses)
| Maladies                     | Agents pathogènes                                                                                              |
| ---------------------------- | --- |
| Chlorose apicale             | Pseudomonas syringae pv. tagetis                                                                               |
| Taches foliaire bactériennes | Pseudomonas syringae pv. aptata P. cichorii Pseudomonas syringae pv. helianthi Pseudomonas syringae pv. mellea |
| Flétrissement bactérien      | Pseudomonas solanacearum                                                                                       |
| Galle du collet              | Agrobacterium tumefaciens                                                                                      |
| Pourriture molle bactérienne | Erwinia carotovora subsp. carotovora E. carotovora subsp. atroseptica                                          |

## Maladies fongiques  (mycoses)
| Maladies                                                        | Agents pathogènes |
| --------------------------------------------------------------- | --- |
| Alternariose du tournesol                                       | Alternaria alternata = Alternaria tenuis Alternaria helianthi = Helminthosporium helianthi Alternaria helianthicola Alternaria leucanthemi Alternaria tenuissima Alternaria zinniae                                                      |
| Pourriture grise                                                | Botrytis cinerea Botryotinia fuckeliania [téléomorphe] |
| Pourriture charbonneuse                                         | Macrophomina phaseolina = Sclerotium bataticola = Rhizoctonia bataticola |
| Mildiou du tournesol                                            | Plasmopara halstedii Plasmopara helianthi f. helianthi |
| Pourriture fusarienne de la tige                                | Fusarium equiseti Gibberella intricans [téléomorphe] Fusarium solani Nectria haematococca [téléomorphe] Microdochium tabacinum = Fusarium tabacinum Monographella cucumerina [téléomorphe]                                               |
| Flétrissement fusarien, fusariose moniliforme                   | Fusarium moniliforme Gibberella fujikuroi [téléomorphe] Fusarium oxysporum |
| Taches foliaires à Myrothecium                                  | Myrothecium roridum Myrothecium verrucaria |
| Phoma du tournesol, dessèchement précoce du tournesol           | Phoma macdonaldii Leptosphaeria lindquistii = Phoma oleracea var. helianthi-tuberosi [téléomorphe] |
| Phomopsis du tournesol                                          | Phomopsis spp. Phomopsis helianthi Diaporthe helianthi [téléomorphe] |
| Pourriture racinaire à Phymatotrichum                           | Phymatotrichopsis omnivora = Phymatotrichum omnivorum |
| Phytophthora stem rot                                           | Phytophthora spp. Phytophthora drechsleri |
| Oïdium                                                          | Erysiphe cichoracearum Oidium asteris-punicei [anamorphe] Erysiphe cichoracearum var. latispora Oidium latisporum[anamorphe] Leveillula compositarum f. helianthi Leveillula taurica Oidiopsis sicula [anamorphe] Sphaerotheca fuliginea |
| Fonte des semis                                                 | Pythium spp. Pythium aphanidermatum Pythium debaryanum Pythium irregulare |
| Toile ou fonte des semis                                        | Rhizoctonia solani Thanatephorus cucumeris [téléomorphe] |
| Pourriture du capitule (Rhizopus)                               | Rhizopus arrhizus = Rhizopus nodosus Rhizopus microsporus Rhizopus stolonifer = Rhizopus nigricans |
| Rouille                                                         | Puccinia helianthi Puccinia xanthii Uromyces junci |
| Sclérotinia du tournesol, sclérotiniose, pourriture à sclérotes | Sclerotinia sclerotiorum = Sclerotinia libertiana = Whetzelinia sclerotiorum |
| Sclérotiniose mineure.                                          | Sclerotinia minor |
| Pourriture sèche du collet, pourriture du pied ou du collet     | Sclerotium rolfsii Athelia rolfsii [téléomorphe] |
| Septoriose, tache septorienne du tournesol                      | Septoria helianthi |
| Verticillose du tournesol                                       | Verticillium albo-atrum Verticillium dahliae |
| Rouille blanche                                                 | Albugo tragopogonis = Cystopus tragopogonis |
| Rouille jaune                                                   | Coleosporium helianthi Coleosporium pacificum = Coleosporium madiae Peridermium californicum [anamorphe] |

## Maladies virales  (viroses)
| Maladies              | Agents pathogènes |
| --------------------- | --- |
| Mosaïque du tournesol | Virus de la mosaïque du concombre (CMV, Cucumber mosaic virus) Virus de la mosaïque du tabac (TMV, Tobacco mosaic virus) Virus du tournesol |
| Marbrure chlorotique  | Virus de la marbrure chlorotique du tournesol (SuCMoV, Sunflower Chlorotic Mottle virus)                                                    |

## Maladies à phytoplasmes  (phytoplasmoses)
| Maladies            | Agents pathogènes |
| ------------------- | ----------------- |
| Jaunisse de l'aster | Phytoplasme       |